# 伊索普河畔圣马夏尔
伊索普河畔圣马夏尔（法語：Saint-Martial-sur-Isop，法語發音：[sɛ̃ maʁsjal syʁ izɔp]）是法国新阿基坦大区上维埃纳省的一个市镇，属于贝拉克区。

## 地理
伊索普河畔圣马夏尔（46°10'3"N, 0°51'0"E）面积23.44 平方千米，位于法国新阿基坦大区上维埃纳省，该省份为法国中西部省份，北起顺时针与安德尔省、克勒兹省、科雷兹省、多爾多涅省、夏朗德省和维埃纳省接壤。
与伊索普河畔圣马夏尔接壤的市镇（或旧市镇、城区）包括：布卢尔河畔阿涅尔、加茹贝尔、瓦勒迪苏瓦尔、圣博内德贝拉克、瓦尔-加尔唐普河谷村。

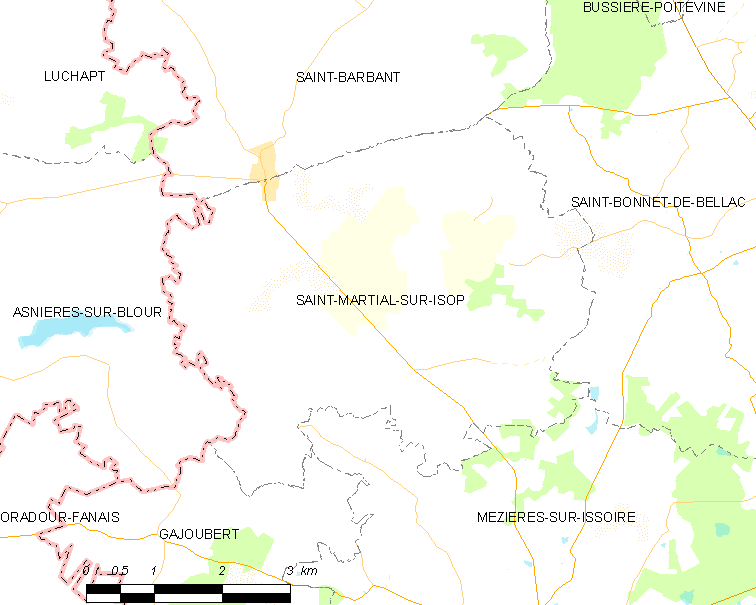
伊索普河畔圣马夏尔的OSM定位图

伊索普河畔圣马夏尔的时区为UTC+01:00、UTC+02:00（夏令时）。

## 行政
伊索普河畔圣马夏尔的邮政编码为87330，INSEE市镇编码为87163。

## 政治
伊索普河畔圣马夏尔所属的省级选区为贝拉克县。

## 人口

1962-2008年间伊索普河畔圣马夏尔人口变化图示

伊索普河畔圣马夏尔于2022年1月1日时的人口数量为146人。